# 蒙雅武
蒙雅武（法語：Montjavoult，法語發音：[mɔ̃ʒavu]）是法国瓦兹省的一个市镇，属于博韦区。

## 地理
蒙雅武（49°12'51"N, 1°46'58"E）面积16.73 平方千米，位于法国上法蘭西大區瓦兹省，该省份为法国北部内陆省份，北起索姆省，西接厄尔省和滨海塞纳省，南至塞纳-马恩省和瓦兹河谷省，东临埃纳省。
与蒙雅武接壤的市镇（或旧市镇、城区）包括：拉坦维尔、韦克桑地区布里、德兰库尔、韦克桑地区蒙塔尼、帕尔讷、瑟朗、沃当库尔、圣热尔韦。

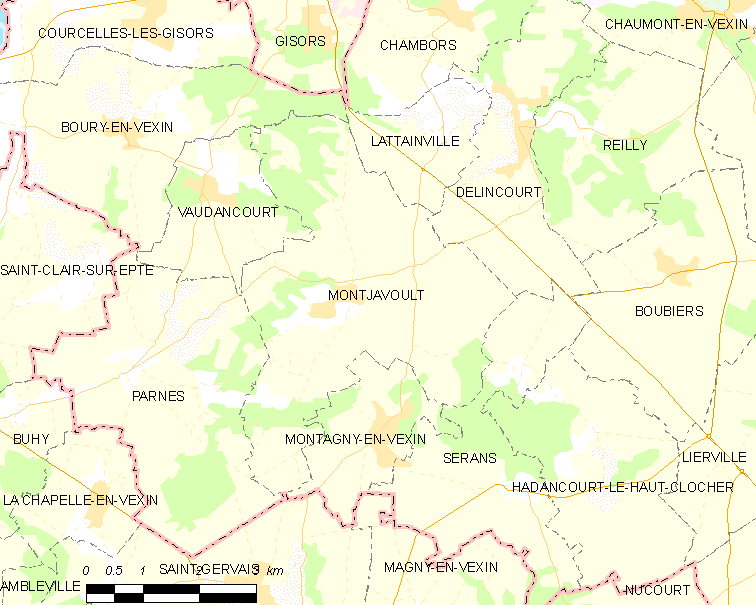
蒙雅武的OSM定位图

蒙雅武的时区为UTC+01:00、UTC+02:00（夏令时）。

## 行政
蒙雅武的邮政编码为60240，INSEE市镇编码为60420。

## 政治
蒙雅武所属的省级选区为韦克桑地区肖蒙县。

## 人口

1962-2008年间蒙雅武人口变化图示

蒙雅武于2022年1月1日时的人口数量为525人。